# Charbinowice
Charbinowice – wieś sołecka w Polsce położona w województwie świętokrzyskim, w powiecie kazimierskim, w gminie Opatowiec.
W latach 1975–1998 miejscowość administracyjnie należała do województwa kieleckiego.

## Części wsi
| SIMC    | Nazwa     | Rodzaj    |
| ------- | --------- | --------- |
| 0257526 | Gościniec | część wsi |
| 0257532 | Korea     | część wsi |
| 0257549 | Ulica     | część wsi |

## Historia
Pierwsza wzmianka o miejscowości pochodzi z 1278 r. Książę Leszek Czarny potwierdził wówczas zakup wsi przez miecznika sandomierskiego Klemensa, za sumę 150 grzywien. Wieś została zwolniona z prawa polskiego, a Klemens otrzymał prawo do odprawiania na miejscu sądów.
W źródle z 1386 r. miejscowość występuje pod nazwą Charbinowicze. Do połowy XV w. wieś była własnością rodu Charbinowskich. Kolejnym właścicielem był Stanisław z Tęczyna herbu Topór. Według Liber beneficiorum Jana Długosza wieś miała 5 i pół łanów kmiecych oraz karczmę. Dziesięcinę pobierał z nich scholastyk wiślicki. Znajdował się tu również folwark oddający dziesięcinę parafii w Sierosławicach. W 1579 r. właścicielką wsi była Jadwiga Dębicka. W źródle z 1787 r. wieś występuje już pod nazwą Charbinowice.
Spis z 1827 r. wykazał tu 35 domów i 209 mieszkańców. Według Słownika geograficznego Królestwa Polskiego wydanego w latach 80. XIX w. we wsi znajdował się folwark oraz 42 osady włościańskie. Funkcjonował tu młyn wodny oraz wydobywano torf. Wieś wchodziła wówczas w skład gminy Bejsce i podległa pod sąd gminny w Koszycach.
Do 1937 r. znajdował się tu cmentarz wojenny z okresu I wojny światowej. Spoczywało na nim 122 żołnierzy austro-węgierskich i 8 rosyjskich. W 1937 r. szczątki ekshumowano i przeniesiono do Opatowca.
W 1997 r. wieś miała 79 domów i 240 mieszkańców.